# Словацкая вторая лига
Словацкая вторая лига (СВЛ) в настоящее время является третьим уровнем хоккея в Словакии. Он по силе слабее Словацкой экстралиги и первой лиги. В настоящее время лига состоит из 17 команд, которые разделены на две группы: восток и запад. Разделение происходит по географическому принципу: Западная и Восточная конференция. В Западной конференции играют 9 команд. В Восточной конференции 8 команд.

## История
Лига была образована в 1993 году после распада Чехословакии. В настоящее время СВЛ является третьим уровнем хоккея в Словакии. Лига по силе слабее Словацкой экстралиги и первой лиги.

## Команды сезона 2012/13

### Западный дивизион
1. 1. МХК Дубинка
2. 2. Искра Партизанске
3. 3. ХК 96 Нитра
4. 4. ХК Брезно
5. 5. ХК Левице
6. 6. ХК Нове Замки
7. 7. ХК Хамиково

### Восточный дивизион
1. МСК Хвиезда Долни Кубин
2. МХК Липтовси Микулаш
3. ХК Сабинов
4. МХК Хуменне
5. ХК Слован Гельница
6. МХК Блеску Детва
7. ХКМ Римавска Собота

## Сезон 2018-19
В сезоне 2018-19 участие в чемпионате приняли 17 команд, разделенные на две группы: восток и запад.
В Западной конференции в играх принимали участие 9 команд: ХК "Левице", МШК "Пухов", ХК "Искра Партизанске", ХК "Преевидза", ХК "Динамакс 96 Нитра", МШК "Хвиезда" Долны Кубин, ХК "Осмос" Братислава "Б", ХК "Брезно", ХК "91 Сеница".  в Восточной конференции  в играх принимали участие 8 команд: ХКМ "Римавска Собота", ХК "Бардиёв", ХК "Ребелион" Гелница, ХК "2016 Требишов", ХК "Сабинов", ХК "58 Санок", МХК "32 Липтовски Микулаш" "Б", МХК "Кежмарок".
По итогам регулярного чемпионата первое место на Западе заняла команда ХК "Левице", на Востоке - ХКМ "Римавска Собота".
В розыгрыше плей-офф победу одержала команда ХК "Левице", второе место осталось за ХКМ "Римавска Собота", третьими стали хоккеисты ХК "Бардиёв".
В серии переходных матчей за право участия в сезоне 2019-20 в СПЛ ХК "Левице" переиграла команду ХК "Прешов 07" .

## Чемпионы
- 2018-19 : ХК Левице (Запад), ХКМ Римавска Собота (Восток)
- 2017-18  : МХК Мартин (Запад), МХК Хуминнэ (Восток)
- 2016-17  : МХК Дубница над Вахом (Запад), МХК Хуминнэ (Восток)
- 2015-16  : ХК 96 Нитра (Запад), МХК 32 Липтовси Микулаш Б (Восток)
- 2014-15  : ХК Микрон Новые Замки (Запад), МХК Бемацо Хуминэ (Восток)
- 2013-14  : МХК Дубница (Запад), МХК Бемацо Хуминэ (Восток)
- 2012-13  : ХК 96 Нитра, МСК Хвиезда Долни Кубин
- 2011-12  : ХК Искра Партизанске, ХКМ Римавска Собота
- 2010-11  :ХК 96 Нитра, ХК Пучов, MHK Ružomberok
- 2009-10  : ХК 96 Нитра, ХК Пучов, ХКМ Римавска Собота
- 2008-09  : ХК Брезно, ХК Пучов
- 2007-08  : ХК 07 Детва, ХК Пучов
- 2006-07  : ХК 96 Бардейов, ХК Пучов
- 2005-06  : ХК Рузинов 99 Братислава, МХК Скипарк Кежмарок
- 2004-05  : ХКм Хуменне, ХК Локомотив Нове Замки
- 2003-04  : ХК Трнава, ХК Брезно
- 2002-03  : ХК Брезно, СХК 37 Пиестани
- 2001-02  : ХК Рузинов 99 Братислава, МХК 32 Лимтовски Микулаш
- 2000-01  : Повазска Быстрица, ХКм Детва, ХК Спишска Нова Вес
- 1999-00  : Повазска Быстрица, ХК Вейгон Словакия Требисов
- 1998-99  : Повазска Быстрица, ХК Вейгон Словакия Требисов
- 1997-98  :КЛС Спартак Трнава, ХКм Зволен, ХКм Хуменне
- 1996-97  : Ретир Слажани, ХК Слован Трстена, ХК ВТЖ Вейгон Словакия Требисов
- 1995-96  : Спартак Братислава, ХК Медокис Турчианске Теплисе, ХК Агро Уайт Лади Левоца
- 1994-95  : Спартак Братислава, ХК Медокис Турчианске Теплисе, ХК Компакт Рознава
- 1993-94: Братиславский университет, Матадор Пучов, ХК Компакт Рознава

Полужирным шрифтом выделена команда, победившая в розыгрыше плей-офф*